# Rio Lis
O Rio Lis é um rio português que nasce junto da povoação das Fontes, dois quilómetros e meio a Sul da freguesia de Cortes, a que pertence, ao distrito e concelho da cidade de Leiria.
Esta cidade é banhada pelas suas águas, onde se juntam também às do Rio Lena.
A parte inicial do seu percurso é feita no sentido Sul-Norte, acabando, nos seus quilómetros finais, por ter o sentido Este-Oeste.
O rio surge numa zona calcária, passa pelas Cortes e intersecta a cidade de Leiria, com as margens quase todas ocupadas por jardins e percursos pedestres. No seu troço intermédio, depois do rio passar pela malha urbana, formam-se planícies aluvionares, às quais se deu o nome de Campos do Lis. 
Os Campos do Lis são característicos pelos vários canais e açudes utilizados para regar os terrenos agrícolas, nos quais nascem campos de milho, extensas zonas de horticultura e os mais variados pomares. Ao longo do rio podemos encontrar as suas margens repletas de caniços, freixos e salgueiros, bem como as mais variadas aves. Muito ocasionalmente, em alturas de precipitação intensa, o rio aumenta de caudal e inunda os campos circundantes, apesar da situação já estar controlada com a construção dos açudes.
No seu percurso final, o rio passa junto ao Pinhal de Leiria, e acaba por desaguar no Oceano Atlântico, a norte da Praia da Vieira, freguesia de Vieira de Leiria e concelho da Marinha Grande, após percorrer uma extensão de cerca de 39,5 quilómetros.
Com população rica em espécies piscícolas e muito procurado para eventos de pesca desportiva no seu trajecto em Leiria, hoje (2008), as espécies que aí nidificavam reapareceram substancialmente.
Para quem chega agora ao Rio Lis em Monte Real fica deslumbrado com a paisagem.
A excelente situação geográfica e as condições criadas para a pesca desportiva encantam qualquer um, pois peixes não falta nas águas do Rio Lis.

## Bacia hidrográfica do Lis

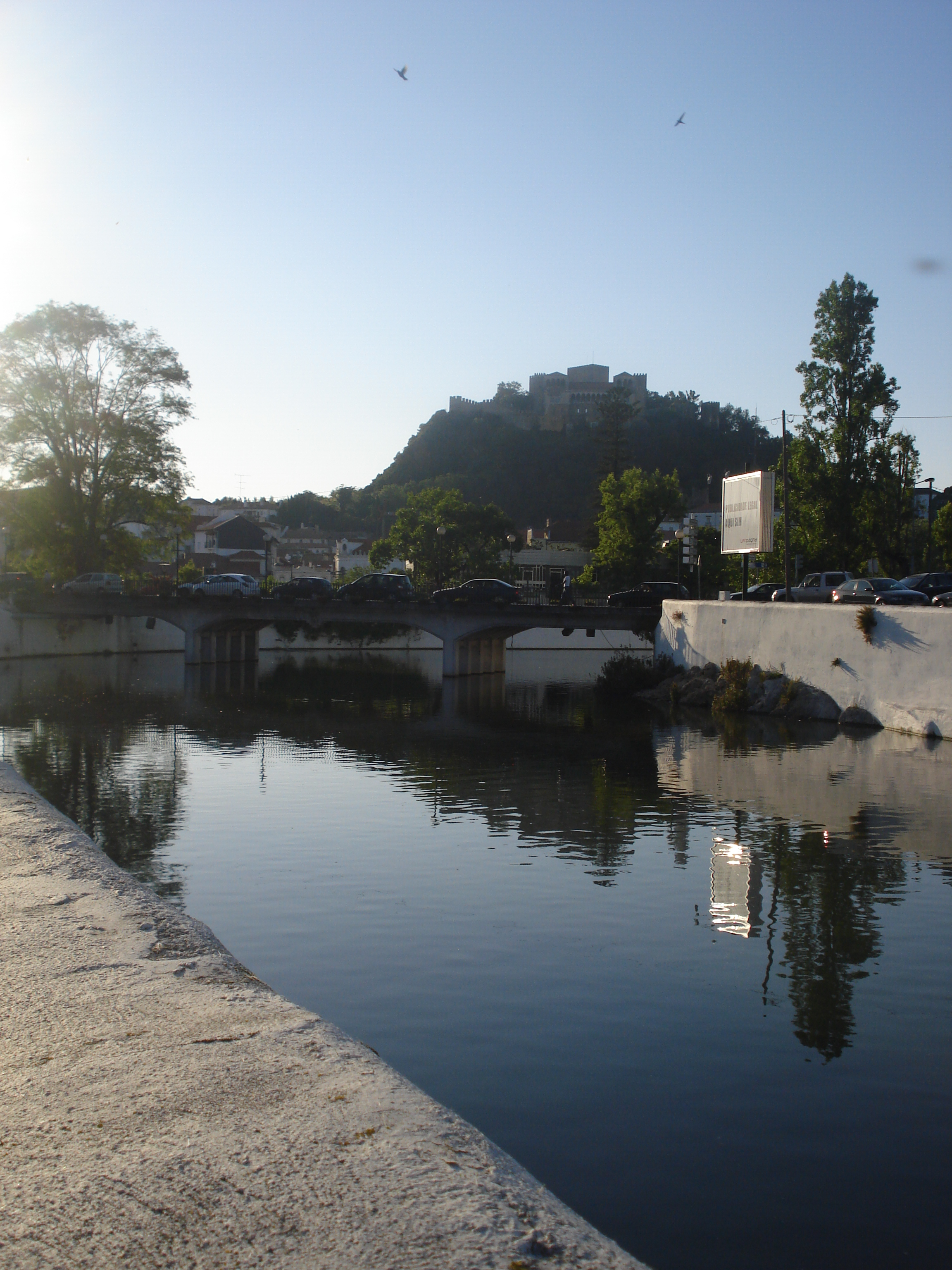
o rio Lis na cidade de Leiria

A bacia hidrográfica tem cerca de 945 km quadrados, e inclui os concelhos de Leiria, Marinha Grande, Batalha, Porto de Mós, Ourém e Pombal, cujas cabeceiras incluem o planalto de Santo António e de São Mamede, do Maciço Calcário Estremenho.
É a mais setentrional das bacias costeiras, situada entre o Mondego e o Tejo.
Com uma área de aproximadamente 945 Km, está limitada a Norte com o rio Arunca (integrada no Mondego), a Sul com a bacia do Rio da Areia (integrada no Alcoa) e a Este com a do Nabão (que faz parte da do Tejo).
Dentro da bacia podemos contar 55 linhas de água. O principal afluente do rio Lis é o rio Lena (que constitui a maior sub-bacia), bem como o rio Fora e o rio Alcaide e as ribeiras dos Milagres, da Caranguejeira (ou Sirol) e da Carreira.
Dentro da bacia destacam-se vários biótopos, como a Lagoa da Ervedeira, os caniçais de Sismarias ou o vale da Carreira.
A bacia hidrográfica do Lis é constituída principalmente por arenitos, conglomerados, calcários dolomíticos e margosos, areias, cascalheiras, arenitos pouco consolidados e argilas.
Esta tem um declive médio de 9,6%, chegando aos 15-30% perto da nascente.
A bacia apresenta uma enorme variação sazonal, tornando-se necessária a construção de vários açudes ao longo da extensão do rio Lis para contenção das águas - contam-se 26 ao longo do rio Lis.  
Em 1999, a bacia  era uma das com maior utilização de recursos hídricos, principalmente, energia hidroeléctrica com uma produção média anual de 360 GWh.
A bacia ocupa 35,2% de área agrícola, 7% de área artificial e 57% de florestas e áreas naturais. 

## Afluentes do Rio Lis
- Rio das Pêgas
- Ribeira da Caranguejeira ou da passareta
- Rio Lena
- Ribeira de Agodim (a que a comunicação social teima chamar Ribeira dos Milagres)
- Ribeira da Carreira (e Ribeira das Carpalhosas)

## História

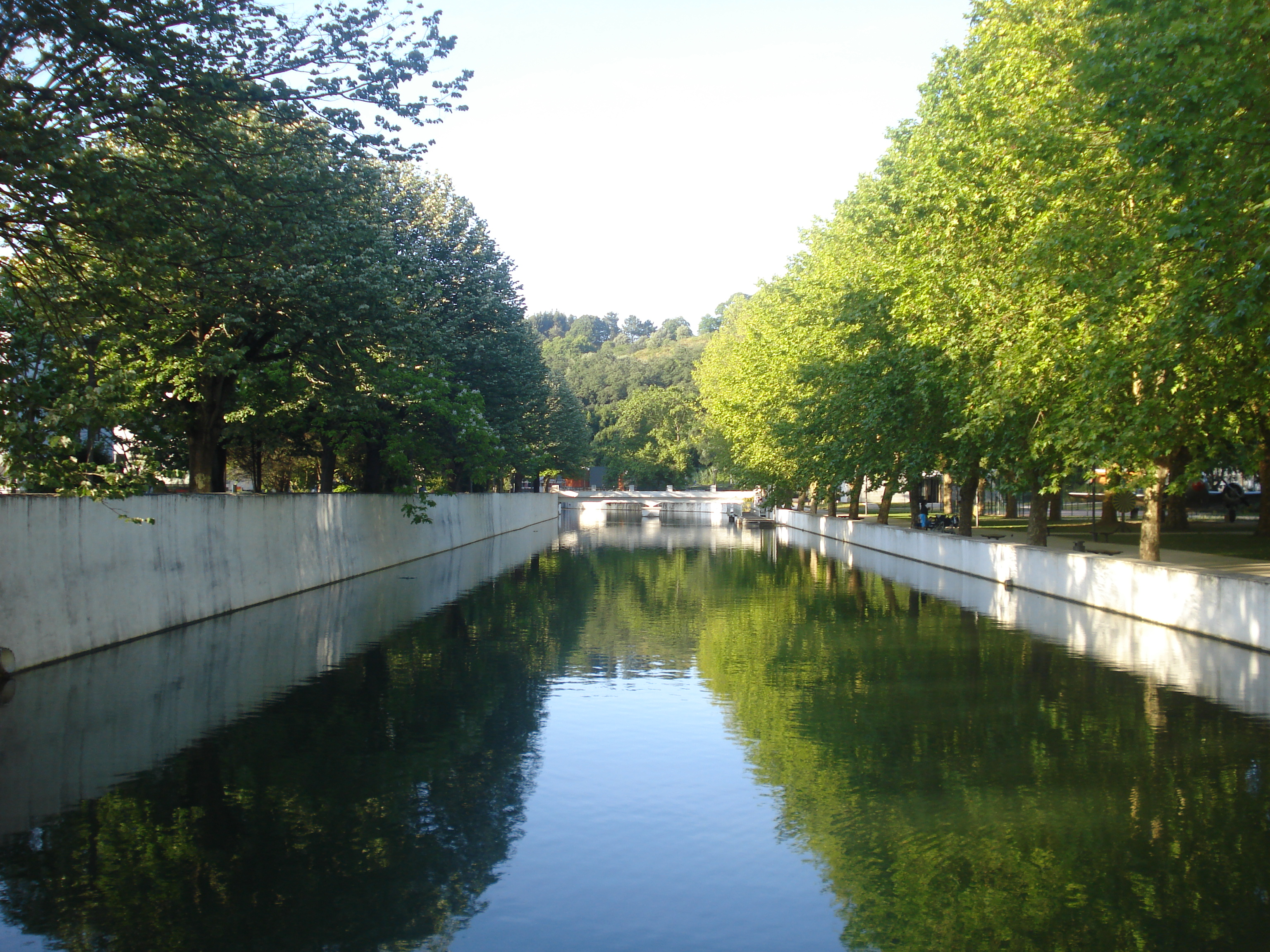
o rio Lis, entre o marachão e o parque do avião

### Navegação
O rio Lis outrora foi um rio de muito maiores dimensões do que o que é hoje: já foi navegável em toda a sua extensão, teve cais de embarque e ao longo do mesmo já se construíram 17 embarcações nos estaleiros de construção com a madeira do pinhal de Leiria, ainda no séc. XIX. Na verdade hoje podemos ainda encontrar vestígios de um estaleiro localizado na foz do rio, a norte da Praia da Vieira. O rio Lis já contou com um grande caudal, e prova disso é o depósito de sedimentos com calhaus rolados de 25 cm apenas a 1,5 km da foz. 
Foi essa a razão que levou também a uma ocupação pré-histórica das região, pelo que foram encontrados vários vestígios arqueológicos em Leiria e Monte Real.
Durante a Idade Média foi dos mais importantes meios de desenvolvimento para a região. A força motriz do rio tem sido usada em benefício da população circundante, sendo usado como meio de transporte e também como fonte de energia. Foi em Leiria que surgiriam os primeiros moinhos movidos a água, e graças a isso surgiu a primeira fábrica de papel na cidade. Também proporcionou o desenvolvimento de algumas indústrias da região como a da moagem do trigo, do milho e das rações.
Pelo seu grande leito e caudal sempre foi um grande meio de transporte sedimentar, mas a uma dada altura a capacidade de vazão do rio tornou-se insuficiente para a quantidade de sedimentos que o rio transportava, e o houve várias alturas em que o assoreamento do rio foi tão grande que ocorreu um bloqueio do leito devido à sucessiva deposição de camadas de areia, acabando assim por inundar as áreas em redor.
Desde então que tanto o caudal como o leito do rio têm vindo a diminuir até ao seu aspeto atual. Podemos afirmar que o envelhecimento do rio foi rápido, demorando algumas centenas de anos, provavelmente devido à ação antrópica no seu leito e margens.
Concluímos então que, a um nível histórico, o rio Lis foi essencial para a região, mas foi também em alturas a causa para o mal estar da população, ou porque entupia e inundava os campos de cultivo a jusante ou porque impedia o transporte de sedimentos por ação do vento (o que é possível constatar com a ausência de dunas eólicas a sul do Lis), contribuindo para a erosão das praias a sul do rio.

### O leito do rio Lis e as inundações da cidade

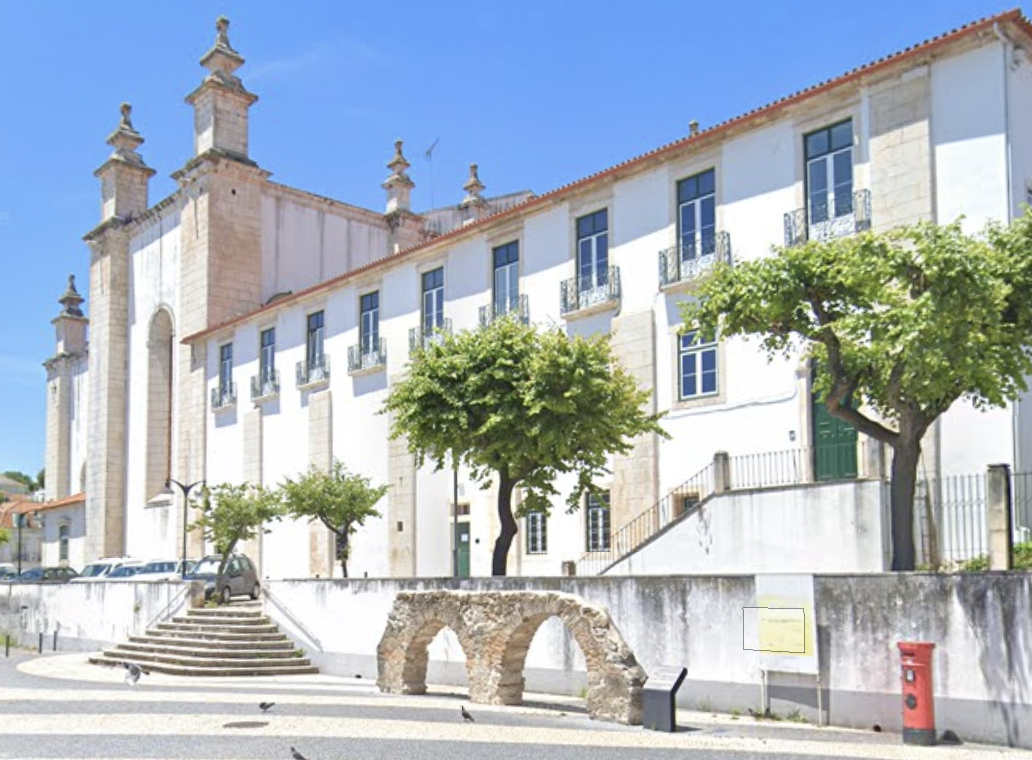
Vestígios do Moinho de 3 mós, situado na margem do Rio Lis, antes das obras do início do século XVIII, que extinguiram a Vala Real. Situado no Paço Episcopal, atual Loja do Cidadão.

Ao longo da história da cidade são vários os relatos sobre as inundações causadas em várias zonas da cidade pelo rio Lis. Inicialmente, a investigação aponta para que o curso de água passasse na base do morro onde foi instalado o castelo. Incentivada pelas edificações religiosas que se foram construindo fora das muralhas da cidade, como por exemplo a Igreja de Santiago de Arrabalde da Ponte, a população foi-se instalando ao longo das margens do rio. Exemplo disso foi a aproximação do centro da cidade, após a demolição da Igreja de S. Martinho, situada onde hoje é a Praça Rodrigues Lobo, que se consolidou com a densidade da malha urbana e a construção da Sé Catedral, no século XVI - que foi construída com uma cota elevada, para evitar as cheias do rio. Ao longo do rio surgiram outros edifícios como os Conventos de Sant’Ana e Santo Agostinho, os moinhos dedicados à moagem de cereais, e o moinho para o fabrico de papel. 
Na Idade Média, as cheias inundavam a Igreja de S. Martinho (na atual Praça Rodrigues Lobo) e chegavam à Rua Direita. O convento de S. Francisco, construído no século XIII, tinha a sua horta cortada e inundada pelo seu leito. No século XV foi construída um dique que foi apelidada de Vala Real, por ter sido mandada construir pelo rei. Revelou-se não ser suficiente para conter as águas, e continuou a inundar o Rossio Velho (em frente ao convento de S. Francisco). No século XVI, as cheias continuaram a ser mencionadas como problemáticas para a cidade, visto que as enchentes destruíam frequentemente casas, edifícios religiosos. O Couceiro mensiona as cheias de 1475, 1596, 1600, 1612 e 1646 como muito destruidoras e prejudiciais para a cidade. 
No início do século XVIII, o leito do rio é desviado, o que consistiu numa das mais significativas alterações urbanísticas da cidade. Mandada realizar por D. Pedro II, tinha em vista a melhoria das condições da população. Dr. Manuel Alves Pereira, juiz do Tombo da Casa do Infantado, foi encarregado de supervisionar a obra. Esta obra alterou consideravelmente o curso do rio. Um dos edifícios que foi abandonado após a obra foi o moinho de três mós (que se situava debaixo do futuro edifício do Paço Episcopal, hoje Loja do Cidadão).
A destruição da cheia de 1774 motivou o decreto régio para o fortalecimento das margens do rio. No final de 1700, Reinaldo Oudinot alterou o curso do rio, e os trabalhos de proteção das margens continuara, até meados do século XX. 

## Nascente

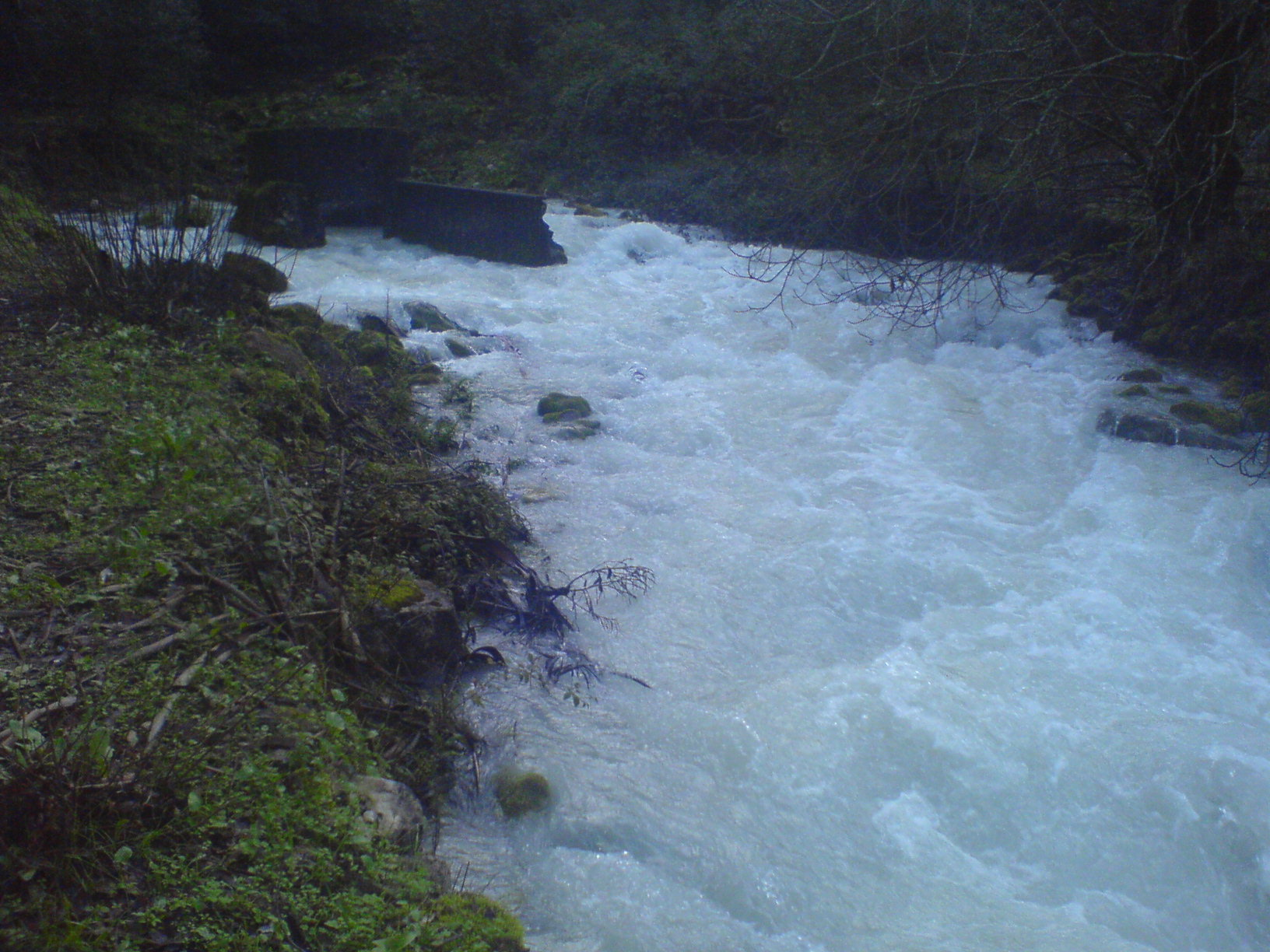
Nascente do rio Lis, durante o Inverno

O rio nasce a 0,5km do lugar das Fontes. Esta localiza-se a 400 metros de altitude, na terminação do Maciço Calcário Estremenho (que constitui o 2º maior reservatório subterrâneo do país). No local existem várias exsurgências, onde, no Inverno, a água proveniente da serra d'Aire acaba por brotar à superfície.
A nascente tem uma enorme variação sazonal, pelo que nos dias chuvosos podemos ver a água a brotar de uma forma violenta no que tradicionalmente se chama de Nascente, enquanto que no Verão o rio nasce apenas na aldeia, 0,5km abaixo.
O espaço dota de uma rica flora característica do maciço calcário Estremenho, pelo que outrora o local foi denominado Mata Real. 

## Foz
O Lis não desaguava onde hoje podemos ver: antigamente a foz do rio situava-se 3km a Norte da foz actual, perto da praia do Pedrógão. Por essa zona ter sido outrora uma zona de foz é que foi encontrado uma pintura rupestre gravada num bloco calcário da praia do Pedrógão Sul, dentro de uma caverna do afloramento rochoso que lá existe (chamada a Gruta da Pedra), pelo que os vestígios arqueológicos lá encontrados coincidem que a altura em que o Pedrógão era uma zona de foz.
A deslocação rápida do rio Lis deve-se à rápida acumulação de sedimentos tanto do mar como do rio na margem direita foz (numa estrutura semelhante a um restinga) e uma erosão da margem esquerda da mesma, o que fez com que a foz se deslocasse progressivamente para sul.
A foz na verdade foi estabelecida a norte da Vieira de Leiria, povoação que na verdade também já teve de se deslocar para sul. 
Devido à diminuição do caudal, não seriam poucas vezes em que este assoreava e invadia as casas do norte da vila. 
Em 1880 já se tinha tentado resolver a situação com a projeção de um molhe no local, mas este só viria a ser construído na década de 1950 do século XX. Os dois molhes tinham 150 m de comprimento e 5,5 m de altura na foz do Lis. 
A construção desta obra trouxe vantagens para os agricultores a montante do rio que deixaram de ver as suas terras sistematicamente inundadas em resultado do assoreamento do rio e para a população da Praia da Vieira que até aí viam as suas casas a serem arrastadas pelo rio. 
Por outro lado, se a deposição de areia na praia já era deficiente na altura esta diminui ainda mais, o que resultou num avanço repentino do mar, chegando a destruir algumas habitações. 
A solução encontrada foi a construção de um paredão na praia e o recuo dos molhes de 80 metros, tendo agora 70 m de comprimento. 
Apesar de tal ter atenuado a situação, o problema parece agora voltar nas praias devido à expansão dos molhes na foz do rio Mondego - o rio Mondego é o principal fornecedor de sedimentos das praias a Sul do mesmo (ultrapassando o rio Lis), e o aumento dos molhes interrompe o fluxo de sedimentos e a deposição dos mesmos a sul da Figueira da Foz.

## Poluição
O rio Lis é um curso de água muito conhecido pela sua poluição.
Os problemas começam a montante do rio, na região calcária. A água pode infiltrar-se na rocha sem que sofra qualquer tipo de filtragem natural, como acontece com os arenitos. Isto faz com que a água da nascente do rio Lis já não seja limpa, uma vez que os algares da zona são usados como lixeiras e as águas residuais não são tratadas, pois a população circundante não dispõe de estações de tratamento de esgotos. 
Apenas a nascente, localizada dentro do Parque Natural da Serra d'Aire e Candeeiros, apresenta água dentro do limite legal de vários poluentes, em toda a bacia hidrográfica.
Também a agricultura intensiva da bacia tem poluído muito a rede hidrográfica através da utilização de adubos químicos e pesticidas.
Por sua vez várias indústrias, como a de extração de minerais, os curtumes e matadouros e também aviários e vacarias, têm contribuído para a emissão de sólidos suspensos, gorduras, compostos orgânicos, metais pesados, entre outros.
Esta problemática toma proporções ainda maiores durante o Verão, porque devido à grande variação sazonal nesta altura o caudal do rio é muito menor do que no Inverno, e os poluentes ficam mais concentrados.
Mas o que tem mais preocupado a população local e tem tido mais projeção nacional são as descargas de dejetos suinícolas realizadas na ribeira de Agodim, que despejam os efluentes sem qualquer tipo de tratamento. Estima-se que existam cerca de 400 suiniculturas com 250 mil porcos. Por enquanto encontra-se em estudo a construção de uma estações de tratamento para o local.
Diversas vezes a água surge muito suja, geralmente com espuma e a liberar mau cheiro, e por cada vez que é feita uma descarga vários peixes e outros animais surgem mortos à superfície, tanto na ribeira de Agodim como no rio Lis, e que podem chegar à praia da Vieira, tornando interditos os banhos.